# Sporka
Sporka är ett vattendrag i Tjeckien.   Det ligger i regionen Liberec, i den norra delen av landet, 70 km norr om huvudstaden Prag.